# Ecuación de Camassa-Holm

Interacción de dos peakons, que son soluciones de solitones de cresta aguda a la ecuación de Camassa-Holm. El perfil de onda (curva sólida) está formado por la simple adición lineal de dos peakons (curvas discontinuas):
La evolución de las posiciones individuales peakon and, así como la evolución de las amplitudes peakon and Sin embargo, es menos trivial: esto se determina de una manera no lineal por la interacción

En dinámica de fluidos, la ecuación de Camassa-Holm es la ecuación en derivadas parciales  integrable, adimensional y  no lineal.
{\displaystyle u_{t}+2\kappa u_{x}-u_{xxt}+3uu_{x}=2u_{x}u_{xx}+uu_{xxx}.\,}

La ecuación fue introducida por Roberto Camassa y Darryl Holm como un modelo bi- hamiltoniano para ondas en aguas poco profundas. En este contexto el parámetro κ es positivo y las soluciones de ondas solitarias son solitones suaves .
En el caso especial de que κ sea igual a cero, la ecuación de Camassa-Holm tiene soluciones de «pico de solitón»: solitones con un pico agudo, con una discontinuidad en el pico y la pendiente de declive de la onda.

## Relación con las olas en aguas poco profundas
La ecuación de Camassa-Holm se puede escribir como el siguiente sistema de ecuaciones:
{\displaystyle {\begin{aligned}u_{t}+uu_{x}+p_{x}&=0,\\p-p_{xx}&=2\kappa u+u^{2}+{\frac {1}{2}}\left(u_{x}\right)^{2},\end{aligned}}}
siendo p la presión (adimensional) o elevación de la superficie. Esto muestra que la ecuación de Camassa-Holm es un modelo para ondas de aguas poco profundas con presión no hidrostática y una capa de agua en un lecho horizontal.
Las características de  dispersión lineal de la ecuación de Camassa-Holm son:
| Símbolo                 | Nombre             |
| ----------------------- | ------------------ |
| {\displaystyle \omega } | Frecuencia angular |
| {\displaystyle k}       | Número de onda     |

No es sorprendente que esto sea de una forma similar a la de la ecuación de Korteweg-de Vries, siempre que κ no sea cero. Para κ igual a cero, la ecuación de Camassa-Holm no tiene dispersión de frecuencia; además, la velocidad de fase lineal es cero para este caso. Como resultado, κ es la velocidad de fase para el límite de onda larga de k que se aproxima a cero, y la ecuación de Camassa-Holm es, si κ no es cero, un modelo para la propagación de onda unidireccional como la ecuación de Korteweg-de Vries .

## Estructura de Hamilton
Introduciendo un impulso m tal como:
{\displaystyle m=u-u_{xx}+\kappa ,\,}
entonces existen dos soluciones hamiltonianas compatibles de la ecuación Camassa-Holm que son:
{\displaystyle {\begin{aligned}m_{t}&=-{\mathcal {D}}_{1}{\frac {\delta {\mathcal {H}}_{1}}{\delta m}}&&{\text{ con }}&{\mathcal {D}}_{1}&=m{\frac {\partial }{\partial x}}+{\frac {\partial }{\partial x}}m&{\text{ y }}{\mathcal {H}}_{1}&={\frac {1}{2}}\int u^{2}+\left(u_{x}\right)^{2}\;{\text{d}}x,\\m_{t}&=-{\mathcal {D}}_{2}{\frac {\delta {\mathcal {H}}_{2}}{\delta m}}&&{\text{ con }}&{\mathcal {D}}_{2}&={\frac {\partial }{\partial x}}+{\frac {\partial ^{3}}{\partial x^{3}}}&{\text{ y }}{\mathcal {H}}_{2}&={\frac {1}{2}}\int u^{3}+u\left(u_{x}\right)^{2}-\kappa u^{2}\;{\text{d}}x.\end{aligned}}}

## Integrabilidad
La ecuación Camassa-Holm es un sistema integrable. Integrabilidad significa que hay un cambio de variables (variables de ángulo de acción) de tal manera que la ecuación de evolución en las nuevas variables es equivalente a un flujo lineal a velocidad constante. Este cambio de variables se consigue estudiando un problema isospectral/de dispersión asociado, y recuerda el hecho de que los sistemas hamiltonianos clásicos integrables son equivalentes a los flujos lineales a velocidad constante en un toroide. La ecuación Camassa-Holm es integrable siempre que el momento
{\displaystyle m=u-u_{xx}+\kappa \,}
sea positivo —véase y para una descripción detallada del espectro asociado al problema isospectral— para el problema espectral inverso en el caso de soluciones uniformes espacialmente periódicas, y para el método de dispersión inversa en el caso de soluciones homogéneas que decaen al acercarse al infinito.

## Soluciones exactas
Las ondas viajeras son soluciones que tienen la siguiente forma:
{\displaystyle u(t,x)=f(x-ct)\,}
que representan ondas de forma permanente f que se propagan a velocidad constante c. Estas ondas se denominan ondas solitarias si son perturbaciones localizadas, es decir, si el perfil de onda f decae hacia el infinito. Si las ondas solitarias mantienen su forma y velocidad después de interactuar con otras ondas del mismo tipo, estas ondas solitarias se las denomina «solitones». Existe una estrecha relación entre la integrabilidad y los solitones. En el caso límite en el que κ = 0 los solitones se convierten en picos; en forma de gráfico de la función f(x) = e−|x|, y  se denominan picos. Esto se debe en parte al hecho de que, a diferencia de los peakons, los solitones lisos son relativamente fáciles de describir cualitativamente -son suaves, decaen exponencialmente rápido en el infinito, son simétricos con respecto a la cresta y tienen dos puntos de inflexión - pero no se dispone de fórmulas explícitas. Observe también que las ondas solitarias son orbitalmente estables, es decir, que su forma es estable bajo pequeñas perturbaciones, tanto para los solitones suaves como para los picos o apogeos.

## Olas rompientes
Los modelos de la ecuación Camassa-Holm rompen las olas: un perfil inicial suave con suficiente decaimiento en el infinito se convierte en una ola que existe para todos los tiempos o en una ola rompiente que se caracteriza por el hecho de que la solución permanece limitada pero su pendiente se vuelve ilimitada en tiempo finito. El hecho de que las ecuaciones admitan soluciones de este tipo fue descubierto por Camassa y Holm y estas consideraciones fueron puestas posteriormente sobre una base matemática firme. Se sabe que la única forma en que las singularidades pueden ocurrir en las soluciones es en la forma de olas rompientes. Además, a partir del conocimiento de un perfil inicial suave es posible predecir (a través de una condición necesaria y suficiente) si ocurre o no el rompimiento de una ola.  En cuanto a la continuación de las soluciones después del rompimiento de la ola, son posibles dos escenarios: el caso conservador y el caso disipativo (con el primero caracterizado por la conservación de la energía, mientras que el escenario disipativo da cuenta de la pérdida de energía debida a la rotura).

## Soluciones asintóticas de larga duración
Puede demostrarse que para condiciones iniciales suaves de decaimiento suficientemente rápido con impulso positivo se divide en un número finito y solitones más una parte dispersiva de decaimiento. Más precisamente, se puede mostrar lo siguiente para {\displaystyle \kappa >0}. Abreviación de {\displaystyle c=x/(\kappa t)}. En la región de solitón {\displaystyle c>2} las soluciones se dividen en solitones de combinación lineal finita. En la región {\displaystyle 0<c<2} la solución es asintóticamente dada por una función sinusoidal modulada cuya amplitud decae como {\displaystyle t^{-1/2}}. En la región {\displaystyle -1/4<c<0} la solución es asintóticamente dada por una suma de dos funciones sinusoidales moduladas como en el caso anterior. En la región {\displaystyle c<-1/4} la solución se descompone rápidamente. En el caso de que el estilo de la pantalla sea {\displaystyle \kappa =0} la solución se divide en una combinación lineal infinita de picos, como se conjeturó anteriormente.